# Ageo
Crocodile (hangul : 악어 ; RR : Ageo) és una pel·lícula dramàtica de Corea del Sud escrita i dirigida per Kim Ki-duk, estrenada el 1996.

## Sinopsi
Cocodrile, lladre i estafador violent, viu amb el seu pare i un nen jove a la vora d'un riu, sota un pont. Guanya diners anant al fons de l'aigua per recuperar les carteres de les persones que s'han llençat al riu. Fins al dia que salva la vida a una dona que es volia suïcidar. Comença a conviure amb ells, i es crea una relació entre ells ja que només n'hi pot haver una entre persones a la deriva, navegant entre la violència i l'afecte.

## Repartiment
- Jo Jae-hyeon : Crocodile
- Jeon Moo-song
- Ahn Jae-hong
- Yang Dong-jae
- Song Geum-sik
- Han Tae-il

## Sobre la pel·lícula
Crocodile és la pel·lícula de debut de Kim Ki-duk. Fou projecta a França el 13 de març de 2004 al Festival de Cinema Asiàtic de Deauville.